# Møller-Streuung
| Feynmandiagramme |
| ---------------- |
| t-Kanal          |
| u-Kanal          |

Als Møller-Streuung bezeichnet man die Streuung zweier Elektronen aneinander. Mit Ausnahme von sehr hochenergetischen Kollisionen, wie sie z. B. in modernen Teilchenbeschleunigern künstlich erzeugt werden, kann die Wechselwirkung zwischen den Elektronen als rein elektromagnetisch angenommen werden. Unter dieser – auch der Originalpublikation von Christian Møller zugrundeliegenden – Annahme kann die Streuung mit der Quantenelektrodynamik (QED) beschrieben werden. Bei höheren Energien treten messbare Korrekturen durch andere Wechselwirkungen, dem Austausch von Z-Bosonen im Standardmodell der Elementarteilchenphysik (SM) oder anderen Austauschteilchen in exotischen Physikmodellen („Physik jenseits des Standardmodells“) auf.

## Quantenelektrodynamik
Die einzige in der Quantenelektrodynamik vorhandene Wechselwirkung ist die elektromagnetische Wechselwirkung. In der Sprechweise der quantenfeldtheoretischen Störungstheorie geschieht der Impulsaustausch zwischen den beteiligten Elektronen über den Austausch virtueller Photonen.
Die einfallenden Elektronen tragen vor dem Stoß die Impulse {\displaystyle p_{1}} und {\displaystyle p_{2}}.
Nach dem Stoß existieren zwei Elektronen mit den Impulsen {\displaystyle p_{3}} und {\displaystyle p_{4}}. In erster Näherung der Störungstheorie existieren zwei Feynmandiagramme, die den Prozess beschreiben (siehe Abbildung rechts). Die beiden Diagramme, nach den im Nenner des jeweiligen mathematischen Ausdrucks auftretenden Mandelstamvariablen t-Kanal und u-Kanal genannt, unterscheiden sich nur durch den Zusammenhang der Impulse. Anschaulich kann man sich dies so vorstellen, dass das auslaufende Elektron mit Impuls {\displaystyle p_{3}} vor der Streuung den Impuls {\displaystyle p_{1}} oder den Impuls {\displaystyle p_{2}} gehabt haben kann, und daher beide Möglichkeiten zur Streuwahrscheinlichkeit (dem Wirkungsquerschnitt) beitragen.
Im Schwerpunktsystem ergibt sich im relativistischen Grenzfall, also wenn die Energien der Elektronen deutlich größer als die Ruheenergie des Elektrons (511 keV) sind, der differentielle Wirkungsquerschnitt
{\displaystyle {\frac {d\sigma }{d\Omega }}={\frac {\alpha ^{2}}{8E^{2}}}(\hbar c)^{2}\left[{\frac {1+\cos ^{4}(\theta /2)}{\sin ^{4}(\theta /2)}}+{\frac {2}{\sin ^{2}(\theta /2)\cos ^{2}(\theta /2)}}+{\frac {1+\sin ^{4}(\theta /2)}{\cos ^{4}(\theta /2)}}\right]},
wobei E die Energie eines Elektrons, {\displaystyle \alpha } die Kopplungskonstante der QED, und {\displaystyle \theta } der Streuwinkel ist.

## Weitere Wechselwirkungen
Selbst in erster Näherung muss der Impulsaustausch der Elektronen nicht zwangsläufig über ein intermediäres Photon geschehen. Beispielsweise erlaubt das Standardmodell der Teilchenphysik auch einen Impulsaustausch über ein intermediäres Z-Boson. Die entsprechenden Feynman-Diagramme gleichen den Diagrammen aus der Elektrodynamik, wobei die innere Linie nun ein Z-Boson ist. Die zugehörigen Terme unterscheiden sich jedoch in zwei wichtigen Punkten:
- Der Beitrag des intermediären Teilchens zur Streuwahrscheinlichkeit hängt von dessen Masse ab. Insbesondere ist der Beitrag von ausgetauschten Z-Bosonen für Schwerpunktsenergien deutlich unterhalb 91 GeV/c², der Masse eines Z-Bosons, vernachlässigbar gegenüber dem Beitrag durch Photonenaustausch. Bei entsprechend hohen Energien, wie sie beispielsweise in Teilchenbeschleunigern erzeugt werden können, ist der Beitrag des Z-Bosons jedoch messbar.
- Im Gegensatz zum Photonenaustausch ist der Austausch eines Z-Bosons sensitiv auf die Polarisation der Elektronen. Dies führt zu einer messbaren Abhängigkeit des Gesamtwirkungsquerschnitts von der Elektronpolarisation.[3]

Neben dem Beitrag durch den Austausch von Z-Bosonen sind auch weitere direkte Beiträge durch bisher unbekannte Elementarteilchen denkbar. Da solche Beiträge bisher nicht gemessen wurden, müssen diese Teilchen entweder eine geringe Wechselwirkung mit den Elektronen haben, wie z. B. ein mögliches Graviton, oder eine hohe Masse besitzen, so dass ihre Beiträge für Schwerpunktsenergien unterhalb dieser Masse stark unterdrückt sind.